# Clément Morel
Pour les articles homonymes, voir Morel (patronyme).
Clément Morel est un joueur de tennis français naturalisé monégasque, né le 16 juillet 1984 à Oullins en France. Il est vainqueur du tournoi junior de l'Open d'Australie 2002.
Clément Morel est diplômé de l'Université Claude Bernard (Lyon 1) et de l'EM Lyon Business School.
Il a été membre de l'équipe de Monaco de Coupe Davis.

## Palmarès

### En Simple
- Junior :

Vainqueur du tournoi junior de l'Open d'Australie 2002. Il bat en demi-finale Jo-Wilfried Tsonga et en finale le local Todd Reid.
- Circuit principal ATP et tournoi du Grand Chelem :

Un seul match : au premier tour des qualifications de Roland-Garros en 2004 perdu contre Dick Norman 6-72, 4-6.
- Circuit ITF, tournois Challengers :

Un seul match : au premier tour du Challenger de Grenoble sur dur indoor perdu contre Karol Beck no 56 mondial 4-6, 5-7.
- Circuit ITF, tournois Futures :

Vainqueur de deux tournois Futures : South Africa F1 2006 et (en tant que Monégasque) Belgium F1 2008.

### En Coupe Davis (pourMonaco)
- 2008	Europe/Africa Group II - Quart de finale contre l'Algérie

Match 4 (sans enjeu) - bat Slimane Saoudi 6-4, 6-1
- 2009	Europe/Africa Group II Quart de finale en Finlande

Match 4 - perd contre Henri Laaksonen 5-7, 2-6, 7-64, 6-2, 3-6 (son unique match en 2009)